# Branko Jeren
Branko Jeren (Zágráb, 1951. március 27. – ), horvát villamosmérnök, informatikus, politikus, egyetemi tanár, a Zágrábi Egyetem rektora, tudományos és technológiai miniszter

## Élete
Zágrábban végezte elemi és középiskolai tanulmányait, majd a Rudjer Bosković Intézet ösztöndíjasaként 1973-ban a Zágrábi Egyetem Villamosmérnöki Karán szerzett diplomát. 1973-tól 1975-ig asszisztensként a Rudjer Boskovic Intézet posztgraduális hallgatója volt, ahol digitális elektronikus műszerek és folyamatok mérésére és vezérlésére szolgáló digitális rendszerek fejlesztésével és kivitelezésével foglalkozott. 1975-től 1976-ig a Villamosenergiaipari Intézet szakértője volt, automatizálással és a számítógépek atomerőművekben, hőerőművekben és diszpécserközpontokban történő bevezetésével foglalkozott. 1976 óta dolgozik a Villamosmérnöki és Számítástechnikai Kar Elektronikus Rendszerek és Információfeldolgozás Tanszékén. Az 1980/81-as ciklusban DAAD-ösztöndíjas volt a németországi Erlangeni Egyetemen, ahol doktori disszertációja részeként a szűrőrekordok problémáival foglalkozott. 1984-ben doktorált, 1985-ben adjunktussá, 1996-ban pedig egyetemi tanárrá nevezték ki.
A CARNet egyetemi számítógépes hálózat egyik alapítója. 1987-től 1989-ig a Santa Barbara-i Kaliforniai Egyetem (USA) vezető kutatója volt, ahol többprocesszoros rendszereket kutatott a jelfeldolgozásban, valamint a SABRINA projektet vezette. A Horvát Köztársaság kormányában 1991 tavaszán rövid ideig tudományos, technológiai és informatikai miniszter-helyettes, 1993-tól 1995-ig tudományos és technológiai miniszter volt. 1996-tól 1998-ig a Horvát Köztársaság elnökének tudományos és technológiai tanácsadója volt, 1998 február 6-án pedig a Zágrábi Egyetem rektori posztját vette át, mely tisztséget 2002-ig töltötte be. Közben 1997-ben a Műszaki Tudományok Kutatásáért Állami Díjjal tüntették ki.
Tagja a Horvát Kommunikációs, Számítástechnikai, Elektronikai, Mérési és Automatizálási Társaságnak (KoREMA), az Európai Jelfeldolgozási Szövetségnek (EURASIP), Megosztott Intelligencia Rendszerek Műszaki Bizottságának (IFAC), és a Villamos- és Elektronikai Mérnöki Intézetnek (IEEE).

## Tudományos munkássága
Jeren professzor a számítástechnika, különösen a digitális jelfeldolgozás területén tevékenykedik. Számos hazai és külgazdasági tudományos kutatás vezetője a digitális jelfeldolgozás és a folyamatok mérésére, vezérlésére és irányítására szolgáló számítógépes rendszerek területén. Számos antológia és szakmai folyóirat munkatársa és szerkesztője.